# Fortiche
Fortiche Production SAS是一家法国動畫工作室，總部位於巴黎。剧集《奧術》為該工作室目前為止規模最大的項目。

## 發展
Fortiche Production SAS成立於2009年，最初為可口可乐、本田、三星、松下和MTV製作商業廣告。自成立之初，2D與3D動畫結合的風格便成為該工作室的特色，這種風格也被稱為「Touche Fortiche」。
接著，他們為Freak Kitchen、Gorillaz和The Limousines等音樂創作者製作MV，並獲得了Ubisoft、Volition Studios、Carbine Studios和Riot Games等遊戲開發商的關注。Fortiche為Riot Games製作了一些遊戲預告短片以及MV，Pop/Stars為其中最知名的作品之一。
2013年至2019年期間，Fortiche與Ubisoft合作，為Netflix和Nickelodeon製作影集《Rabids Invasion》。
2015年，由Fortiche製作的歷史紀錄動畫《Le dernier Gaulois》在法國電視頻道France 2上播出。該動畫片長55分鐘，以高盧戰爭為主題，並使用了动作捕捉技術。
2017年，Fortiche在舉辦於波尔多的贸易展览会Cartoon Movie上以試播短片展示了劇情動畫項目《Miss Saturne》。

## 《奧術》
2021年11月，Fortiche與Riot Games共同在串流平台Netflix及腾讯视频上，發布了以《英雄聯盟》世界為背景的動畫影集《奧術》。同月，該作品連續三週霸榜Netflix全球收視冠軍，並獲得IMDb及爛番茄等影視評論平台極高的評價。
製作《奧術》的六年間，Fortiche的成員人數從約15人增加至約300人。2020年，Fortiche擴大規模，在蒙彼利埃及拉斯帕尔马斯成立分部。2021年，其收入成長至1640萬歐元。根據《费加罗》報導，《奧術》的預算為6000萬至8000萬歐元。2021年11月，Riot Games執行 長Nicolo Laurent在Twitter上宣布，Fortiche已著手製作《奧術》第二季。
2022年3月14日，Riot Games 宣布入股Fortiche Production。根據雙方完成的投資條款，Riot現在擁有Fortiche的重大非控股股權。Riot內容長Brian Wright與Riot企業發展總監Brendan Mulligan也加入了Fortiche的董事會。